# Херија (Алба)
Херија (рум. Heria) насеље је у Румунији у округу Алба у општини Фарау. Општина се налази на надморској висини од 365 m.

## Становништво
Према подацима из 2002. године у насељу је живело 344 становника.

### Попис2002.
| Расподела становништва по националности 2002.‍ | Расподела становништва по националности 2002.‍ | Расподела становништва по националности 2002.‍ | Расподела становништва по националности 2002.‍ | Расподела становништва по националности 2002.‍ |
| --------------------------------------------- | --------------------------------------------- | --------------------------------------------- | --------------------------------------------- | --------------------------------------------- |
|                                               |                                               |                                               |                                               |                                               |
| Румуни                                        | Румуни                                        |                                               | 267                                           | 77,6%                                         |
| Мађари                                        | Мађари                                        |                                               | 38                                            | 11,0%                                         |
| Роми                                          | Роми                                          |                                               | 39                                            | 11,3%                                         |